# Herbert Fleischmann
Herbert Fleischmann (* 13. März 1925 in Nürnberg; † 5. April 1984 in Cavigliano, Schweiz) war ein deutscher Film- und Fernsehschauspieler sowie Hörspiel- und Synchronsprecher.

## Leben
Fleischmann absolvierte eine Schauspielausbildung am Max Reinhardt Seminar in Wien und spielte danach an den Kammerspielen Bremen. Weitere Bühnenauftritte hatte er in Baden-Baden, Hamburg, Berlin, Frankfurt am Main, Stuttgart, Zürich und München.
Sein Leinwanddebüt hatte er 1961 in Barbara. Im Kino war er häufig in Verfilmungen der Romane von Johannes Mario Simmel zu sehen. Ab 1962 begann seine Karriere als Fernsehschauspieler. Bekannt wurde er vor allem durch seine Rolle als Wissenschaftler Dr. Schiller in Raumpatrouille und zahlreiche Folgen der Krimiserien Derrick und Der Kommissar. In den beiden Vorabendserien Die Protokolle des Herrn M. und Der Fuchs von Övelgönne spielte er jeweils die Titelrolle.
Daneben synchronisierte er hauptsächlich für Fernsehserien Schauspieler wie James Drury und Robert Newton. Seine markante Stimme brachte ihn nach dem Zweiten Weltkrieg mit dem Rundfunk in Berührung, er wurde immer wieder vom Hörfunk für Lesungen und Hörspiele engagiert. Hauptsächlich war er für den Bayerischen Rundfunk tätig, wo er auch in den Hörspielen Am grünen Strand der Spree (1956), Die schwarze Wolke (1958), Zeit der Schuldigen (1961), Der Weihnachtsabend (1965), Gestatten, mein Name ist Cox – Heißen Dank fürs kalte Buffet (1969), Das Faß (1973) und Der Fall Dr. Crippen (1979) zu hören war.
Fleischmann war in erster Ehe von 1949 bis 1952 mit Ruth Leuwerik und später in zweiter Ehe mit Miriam Spoerri verheiratet. Er starb im April 1984 im Alter von 59 Jahren in Cavigliano in der Schweiz an Herzversagen und wurde dort auch bestattet. Die Grabrede hielt sein Freund Henry Jaeger.

## Filmografie (Auswahl)
- 1959: Kabale und Liebe
- 1961: Barbara
- 1963: Durchbruch Lok 234
- 1964: Marie Octobre
- 1964: Sie werden sterben, Sire
- 1965: Der Sommer der 17. Puppe
- 1965: Ankunft bei Nacht
- 1965: Die fünfte Kolonne (TV-Serie)
- 1965: Oberst Wennerström (TV-Zweiteiler)
- 1965: Gewagtes Spiel (Fernsehserie)
- 1966: Die Ermittlung
- 1966: Raumpatrouille – Planet außer Kurs
- 1966: Der Mann, der sich Abel nannte
- 1966: Raumpatrouille – Der Kampf um die Sonne
- 1967: Das Kriminalmuseum (TV-Serie)
- 1967: Kopfstand, Madam!
- 1967: Dem Täter auf der Spur (TV-Serie)
- 1968: Die sieben Männer der Sumuru
- 1968: Graf Yoster gibt sich die Ehre (Fernsehserie)
- 1969: Van Gogh
- 1970: Maximilian von Mexiko
- 1970: Ständig in Angst
- 1970: Vor Sonnenuntergang
- 1970: Das Chamäleon
- 1971: Das Freudenhaus
- 1971: Und Jimmy ging zum Regenbogen
- 1971: Käpt’n Rauhbein aus St. Pauli
- 1971: Liebe ist nur ein Wort
- 1971: Der Kommissar (Krimireihe) – Ein rätselhafter Mord
- 1972: Das Geheimnis der Mary Celeste
- 1972: Geliebter Mörder
- 1972: Verdacht gegen Barry Croft
- 1972: Der Stoff aus dem die Träume sind
- 1972: Verrat ist kein Gesellschaftsspiel
- 1972: Der Fall Opa
- 1972: Der Illegale (Fernsehdreiteiler)
- 1972: Sonderdezernat K1 (Krimireihe) –  Vier Schüsse auf den Mörder
- 1973: Alle Menschen werden Brüder
- 1973: … aber Jonny!
- 1973: Ein Fall für Männdli (Fernsehserie)
- 1973: Kara Ben Nemsi Effendi (TV-Serie)
- 1973: Zinksärge für die Goldjungen
- 1974: Drei Männer im Schnee
- 1974: Der kleine Doktor (TV-Krimireihe) –  Mord im Moor
- 1974: Die Antwort kennt nur der Wind
- 1974: Der Kommissar – Im Jagdhaus
- 1974: Derrick – Stiftungsfest
- 1975: Verbrechen nach Schulschluß
- 1975: Der Kommissar (Krimireihe) –  Ein Mord nach der Uhr
- 1975: Motiv Liebe (Fernsehserie, 1 Folge)
- 1976: Lobster (TV-Serie)
- 1977: Es muß nicht immer Kaviar sein (TV-Serie)
- 1977: Die Kette
- 1977: Flucht
- 1977: Derrick – Hals in der Schlinge
- 1978: Tatort: Lockruf
- 1978: Geschichten aus der Zukunft (TV-Serie)
- 1979: Die Protokolle des Herrn M. (TV-Serie, 13 Folgen)
- 1980: Derrick – Hanna, liebe Hanna
- 1980: Derrick – Eine unheimlich starke Persönlichkeit
- 1981: Der Fuchs von Övelgönne (TV-Serie, 13 Folgen)
- 1981: Derrick – Eine ganz alte Geschichte
- 1982: Der Alte (Fernsehserie, 1 Folge)
- 1983: Die Krimistunde (Fernsehserie, 1 Folge)
- 1983: Das Traumschiff: Karibik (Fernsehreihe)
- 1984: Derrick – Das Mädchen in Jeans
- 1984: Derrick – Manuels Pflegerin

## Theater
- 1949: Johann Wolfgang von Goethe: Faust. Eine Tragödie (Bürgersohn) – Regie: Wolfgang Langhoff (Deutsches Theater Berlin)

## Hörspiele (Auswahl)
- 1958: Fred Hoyle: Die schwarze Wolke (Weichart), Regie: Marcel Wall (Hörspielbearbeitung, Science-Fiction-Hörspiel – SWF)
- 1959: Georges Simenon: Maigret und seine Skrupel, Regie: Gert Westphal
- 1969: Raymond Chandler: Ich werde warten – Bearbeitung und Regie: Hermann Naber (Kriminalhörspiel – SWF)
- 1969: Jürgen Becker: Häuser – Regie: Raoul Wolfgang Schnell (Hörspiel – WDR/SDR/SWF)
- 1971: Arnold E. Ott: Radar-Kontrolle – Regie: Heinz-Günter Stamm (Hörspiel – BR)

## Auszeichnungen
- 1972 erhielt er den Ernst-Lubitsch-Preis der Filmjournalisten für die Darstellung eines Zirkusclowns in dem Film Das Freudenhaus.[11]